# Jim Backus
Jim Backus (* 25. Februar 1913 in Cleveland, Ohio; † 3. Juli 1989 in Los Angeles, Kalifornien; eigentlich James Gilmore Backus) war ein amerikanischer Schauspieler und Synchronsprecher.

## Karriere
Der Sohn eines Ingenieurs arbeitete seit den frühen 1940er-Jahren als Sprecher in Radiohörspielen. Seine Stimme wurde nach 1949 Millionen Amerikanern bekannt, da er sie der Zeichentrickfigur Mister Magoo lieh, die er bis in die 1970er-Jahre in verschiedenen Zeichentrickserien sprach. Eine weitere bekannte Zeichentrickfigur, die er synchronisierte, ist „Smoky the Genie“ aus Bugs Bunny.
Ab Ende der 1940er-Jahre spielte Backus auch als Schauspieler in zahlreichen Kinofilmen und Fernsehproduktionen. Eine seiner frühen Rollen hatte er als Nebendarsteller in der Tracy/Hepburn-Komödie Pat und Mike (1952). Drei Jahre später verkörperte Backus in … denn sie wissen nicht, was sie tun den Vater von James Dean. Er trat ebenfalls in Kinofilmen wie den Komödien Eine total, total verrückte Welt (1963), Als das Licht ausging (1968), Es kracht – es zischt – zu seh’n ist nischt (1972)  oder dem Fantasy-Filmmusical Elliot, das Schmunzelmonster (1977) auf. Backus war aber auch in ernsthaften Rollen zu sehen, beispielsweise in Sieg über das Dunkel (1951) und Versuchung auf 809 (1952).
Im Fernsehen trat Backus von 1952 bis 1955 an der Seite von Joan Davis in der NBC-Sitcom I Married Joan auf. Von 1960 bis 1961 hatte Backus seine eigene Comedyserie: Hot Off the Wire trug den Untertitel The Jim Backus Show. Von 1964 bis 1967 spielte er in der Sitcom Gilligans Insel den Millionär „Thurston Howell III“. Diese Rolle prägte sein Image wohl am nachhaltigsten, und er spielte auch in den 1970er- und 1980er-Jahren in den diversen Nachfolgeproduktionen mit. Bei den Zeichentrickadaptionen der Serie (The New Adventures of Gilligan, 1974–1977 und Gilligan’s Planet, 1982–1983) sprach er Howell ebenfalls. Daneben hatte Backus bis zu seinem Tod häufig Gastauftritte in verschiedenen Fernsehserien, darunter Rauchende Colts, Drei Mädchen und drei Jungen und Drei Engel für Charlie.
Mit seiner Frau Henny Backus schrieb er zudem mehrere humoristische Bücher. Auch auf Schallplatte war Backus erfolgreich, so veröffentlichte er Ende der 1950er Jahre die beiden Singles Delicious und Cave Man. Jim Backus starb 1989 an den Folgen einer Lungenentzündung, nachdem er lange unter Parkinson gelitten hatte. Er wurde auf dem Westwood Village Memorial Park Cemetery beigesetzt. Sein Stern auf dem Hollywood Walk of Fame findet sich bei der Adresse 1735 Vine Street.

## Filmografie (Auswahl)
- 1949: Der große Liebhaber (The Great Lover)
- 1951: M
- 1951: Plutopie (Plutopia)
- 1951: Mord in Hollywood (Hollywood Story)
- 1951: Sieg über das Dunkel (Bright Victory)
- 1951: Ausgezählt (Iron Man)
- 1951: Ein Satansweib (His Kind of Woman)
- 1951: Der Mann in Schwarz (The Man with a Cloak)
- 1951: In all meinen Träumen bist Du (I’ll See You in My Dreams)
- 1951: Im Sturm der Zeit (I Want You)
- 1952: Die Maske runter (Deadline - U.S.A.)
- 1952: Pat und Mike (Pat and Mike)
- 1952: Versuchung auf 809 (Don’t Bother to Knock)
- 1952: Engelsgesicht (Angel Face)
- 1952: Androkles und der Löwe (Androcles and the Lion)
- 1952: Die letzte Entscheidung (Above and Beyond)
- 1952–1955: I Married Joan (Fernsehserie, 98 Folgen)
- 1953: Fotograf aus Liebe (I Love Melvin)
- 1954: Tief in meinem Herzen (Deep in My Heart)
- 1955: … denn sie wissen nicht, was sie tun (Rebel Without a Cause)
- 1955: Der Schläger von Chicago (The Square Jungle)
- 1956: Viva Las Vegas (Meet Me in Las Vegas)
- 1956: Das schwache Geschlecht (The Opposite Sex)
- 1956: Playboy – Marsch, marsch! (The Girl He Left Behind)
- 1956: Ohne Liebe geht es nicht (You Can’t Run Away from It)
- 1957: Charmant und süß - aber ein Biest (Top Secret Affair)
- 1957: Der Mann mit den 1000 Gesichtern (Man of a Thousand Faces)
- 1957: Der Rattenfänger von Hameln (The Pied Piper of Hamelin)
- 1958: Macabre
- 1959: Immer die verflixten Frauen (Ask Any Girl)
- 1959: Morgen bist du dran (The Wild and the Innocent)
- 1959: Das gibt’s nur in Amerika (A Private’s Affair)
- 1959: Der große Schwindler (The Big Operator)
- 1959: Wenn es Nacht wird in Arabien (1001 Arabian Nights)
- 1960: Titanen (Ice Palace)
- 1960: 77 Sunset Strip (Fernsehserie, 1 Folge)
- 1960–1961: Hot Off the Wire (Fernsehserie, 39 Folgen)
- 1961: Der Bürotrottel (The Errand Boy) (Stimme)
- 1962: Ein Leutnant und ein Bett (The Horizontal Lieutenant)
- 1962: Sexy! (Boys’ Night Out)
- 1962: Die Wunderwelt der Gebrüder Grimm (The Wonderful World of the Brothers Grimm)
- 1963: Sprengkommando Ledernacken (Operation Bikini)
- 1963: Die Rache des Johnny Cool (Johnny Cool)
- 1963: Eine total, total verrückte Welt (It’s a Mad Mad Mad Mad World)
- 1963: Sonntag in New York (Sunday in New York)
- 1963: Getrennte Betten (The Wheeler Dealers)
- 1964: Helden ohne Hosen (Advance to the Rear)
- 1964–1967: Gilligans Insel (Gilligan’s Island, Fernsehserie, 99 Folgen)
- 1965: Eine zuviel im Harem (John Goldfarb, Please Come Home!)
- 1965: Billie
- 1967: Morgen ist ein neuer Tag (Hurry Sundown)
- 1968: Als das Licht ausging (Where Were Yout When the Lights Went Down?)
- 1968–1969: Blondie (Fernsehserie, 16 Folgen)
- 1969: Eine Frau für Charley (A Woman for Charley)
- 1970: Bezaubernde Jeannie (Fernsehserie, 1 Folge)
- 1970: Myra Breckinridge – Mann oder Frau? (Myra Breckinridge)
- 1972: Es kracht – es zischt – zu seh’n ist nischt (Now You See Him, Now You Don’t)
- 1975: Verrückte Mama (Crazy Mama)
- 1975: Friday Foster
- 1976: Drei Engel für Charlie (Fernsehserie, 1 Folge)
- 1977: Elliot, das Schmunzelmonster (Pete’s Dragon)
- 1979: Die unschlagbaren Sieben von Las Vegas (Angels’ Brigade)
- 1979: Drei Engel für Charlie (Fernsehserie, Folge Wenn Engel Geburtstag feiern (Angels Remembered))
- 1980: Daddy dreht durch (There Goes the Bride)
- 1982: Slapstick (Slapstick (Of Another Kind))
- 1982: Gilligan’s Planet (Fernsehserie, 13 Folgen)
- 1983: Trapper John, M.D. (Fernsehserie, 1 Folge)